# Roberto Iavarone
Roberto Iavarone (Roma, 27 gennaio 1964 – Fiumicino, 18 settembre 1984) è stato un poliziotto italiano.

## Biografia
Nacque a Roma il 27 gennaio 1964 e visse nel quartiere di Tor Marancia. Giovanissimo, si arruolò nella Polizia di Stato, venendo assegnato come agente ausiliario al reparto della Polizia di frontiera presso l'aeroporto di Roma-Fiumicino.
Il 18 settembre 1984, mentre era assegnato al controllo dei passaporti presso lo scalo aeroportuale romano, notò che un uomo armato di coltello era in evidente stato di alterazione e che era intento a minacciare gli altri utenti dell'aeroporto. Dopo aver evacuato i civili presenti, Iavarone e altri colleghi riuscirono a fargli posare il coltello ma nel tentativo di impossessarsene Iavarone fu accoltellato due volte dall'uomo e morì in ambulanza durante il trasporto verso l'ospedale. L'uomo si rivelò essere un pregiudicato di nazionalità iugoslava e fu condannato a 24 anni di carcere e tre di casa di cura, a cui avrebbe fatto seguito l'espulsione dal paese.
Nel 1985 è stato insignito della Medaglia d'oro al valor civile e successivamente la caserma della Polizia di Stato presso l'aeroporto di Roma-Fiumicino è stata intitolata alla sua memoria. Nel 2012 è stato inaugurato il Centro nazionale di coordinamento per l'immigrazione (CNCI), anch'esso dedicato alla sua memoria.